# Times Square
Times Square este o intersecție comercială importantă din cartierul Manhattan al orașului New York, la intersecția Broadway cu Seventh Avenue și se întinde de la vest 42nd Street la vest 47th Street. Zona Times Square extinsă, de asemenea numită Theatre District este formată din străzile dintre Sixth și Eighth Avenue de la est la vest și străzile Vest 40th și Vest 53rd de la sud la nord, alcătuind partea de vest a zonei comerciale a Midtown Manhattan.
În trecut numită Longacre Square, Times Square a fost redenumită în aprilie 1904, după ce New York Times și-a mutat sediul în nou construita Clădire Times, care acum se numește One Times Square și este locul de unde coboară mingea în ajunul anului nou. Times Square, poreclită „Crossroads of the World” și „The Great White Way”, a obținut statutul de reper în lume și este un simbol al orașului New York și al Statelor Unite.
Triunghiul de nord al Times Square este din punct de vedere tehnic Duffy Square, dedicată în 1937 preotului Francis P. Duffy din regimentul 69 de infanterie al New York City; un memorial pentru Duffy se află acolo, împreună cu o statuie a lui George M. Cohan și cabina de bilete pentru teatru TKTS. Statuia lui Duffy și piața au fost incluse pe lista National Register of Historic Places în 2001.